# Huỳnh Thúy Như
Huỳnh Thúy Như (tiếng Anh: Priscilla Wong Tsui Yu, sinh ngày 23 tháng 10 năm 1981) là nữ diễn viên và người dẫn chương trình Hong Kong. Trước đây là nghệ sĩ truyền hình CableTV, hiện là nghệ sĩ dưới hợp đồng quản lý truyền hình TVB. Chồng là nghệ sĩ TVB Tiêu Chính Nam.

## Lí lịch sơ lược
Huỳnh Thúy Như sinh ra và lớn lên trong một gia đình tài chính eo hẹp, cô là người con thứ hai trong năm chị em gái. Cha cô làm nghề bán cá, trong khi mẹ cô làm nội trợ.
Năm 1997, Huỳnh Thúy Như sang Anh tham gia một lớp bổ túc diễn xuất, sau đó quay về đảm nhiệm làm diễn viên sân khấu kịch. Từng học tại trường Tiểu học Cơ Đốc giáo Mã An Sơn, thi được 25 điểm (1A5B). Năm 2000 tốt nghiệp khoa dự bị trường Trung học Ngũ Tuần Lâm Hán Quang. Cô sau đó tham dự và tốt nghiệp Đại học Baptist Hồng Kông năm 2003, chuyên ngành Truyền thông và Quan hệ công chúng. Từng làm cho một công ty quảng cáo trong kỳ nghỉ hè, cùng năm đó được Dư Vịnh San mời gia nhập Cable TV.

### Sự nghiệp diễn xuất
Năm 2003, gia nhập Cable TV đảm nhiệm phát thanh viên tuyến Tin tức giải trí. Khi xuất đạo từng có danh xưng "Phiên bản gầy Lâm Gia Hân". Thời gian ở tuyến Tin tức giải trí hai năm, bởi vì thường xuyên đạt được cơ hội phỏng vấn Châu Tinh Trì, Huỳnh Thúy Như được gọi là "Chủ trì ngự dụng Châu Tinh Trì" (Người dẫn chương trình chuyên dùng của Châu Tinh Trì).
Năm 2007, cô ấy từ bỏ công việc phát thanh viên, ngược lại đảm nhiệm dẫn chương trình tiết mục giải trí tổng hợp. Cùng Tô Dân Phong quay Show du lịch trực tiếp mới《40 ngày cuồng phong than thế giới》, 《Sống được thực tư vị》, 《Đường chân trời thượng thế giới này những người đó》 và các chương trình du lịch khác. Năm 2009, từ chức ở Cable TV.

## Tác phẩm diễn xuất

### Phim truyền hình (TVB)
| Năm  | Phim                                        | Tên gốc          | Vai                               | Ghi chú                     |
| ---- | ------------------------------------------- | ---------------- | --------------------------------- | --------------------------- |
| 2013 | Định vị trái tim                            | 心路GPS          | Hứa Mỹ Phùng (May)                | Nữ chính thứ 2              |
| 2013 | Thưa thầy, con hiểu rồi                     | 師父·明白了      | Hoan Hỉ                           | Nữ chính thứ 1              |
| 2013 | Lưỡi kiếm trên công đường Trạng sư đại náo  | 舌劍上的公堂     | Châu Cúc                          | Nữ chính thứ 2              |
| 2014 | Yêu em thì hãy nhắn lại Thông điệp tình yêu | 愛我請留言       | Như Sơ Kiến                       | Nữ chính thứ 1              |
| 2015 | Sư nãi MADAM Quý cô quyền lực               | 師奶MADAM        | Hoa Bình (Apple)                  | Nữ chính thứ 1              |
| 2015 | Ái Hồi gia 2 Mái ấm gia đình 2              | 愛·回家 (第二輯) | Ôn Thi Thi                        | Khách mời                   |
| 2015 | Bước cùng em                                | 陪著你走         | Huỳnh Thúy Như                    | Khách mời                   |
| 2016 | Ẩm thực thần thám                           | 為食神探         | Sầm Ái Kiều (chị Kill)            | Nữ chính thứ 2              |
| 2016 | Mạc hậu ngoạn gia Con rối hào môn           | 幕後玩家         | Cố Thành Song (Max)               | Nữ chính thứ 1              |
| 2017 | Tôi giấu chuyện kết hôn Trò chơi hôn nhân   | 我瞞結婚了       | Chu Minh Minh (Janet)/ Lý Tiểu Hà | Nữ chính thứ 1              |
| 2017 | Sứ đồ hành giả 2 Mất dấu 2                  | 使徒行者2        | Trịnh Thục Mai                    | Nữ chính thứ 2              |
| 2017 | Khoa thế đại Những kẻ ba hoa                | 誇世代           | Lâm Tịnh Văn                      | Khách mời                   |
| 2017 | Đường tâm phong bạo 3 Sóng gió gia tộc 3    | 溏心風暴3        | Phương Hi Văn (Sonia)             | Nữ phụ                      |
| 2019 | Thiết Thám Cảnh sát thép                    | 鐵探             | Janice                            | Khách mời âm thanh đặc biệt |
| 2019 | Anh hùng qua đường Người chuột              | 過街英雄         | Tống Khải Chân (Yan)              | Nữ chính thứ 1              |
| 2020 | Những người tôi từng yêu                    | 那些我愛過的人   | Phương Lạc Vấn (Laura)            | Nữ chính thứ 1              |
| 2020 | Sứ đồ hành giả 3 Mất dấu 3                  | 使徒行者3        | Trịnh Thục Mai                    | Nữ chính thứ 2              |
| 2021 | Thất công chúa                              | 七公主           | Cố Linh San (Alison)              | 1 trong 7 nữ chính          |

### Phim truyền hình (J2)
| Năm  | Tên phim        | Tên gốc   | Vai diễn       | Ghi chú  |
| ---- | --------------- | --------- | -------------- | -------- |
| 2017 | 7 ngày lãng mạn | 7日羅曼史 | Trương Liên Lộ | Nữ chính |

### Phim ngắn
| Năm  | Tên phim                          | Tên gốc                 | Vai diễn  | Ghi chú  |
| ---- | --------------------------------- | ----------------------- | --------- | -------- |
| 2013 | Thành tựu tương lai               | 成就未來                | Priscilla |          |
| 2016 | Khi tình yêu đến 2 (bản Đài Loan) | 愛情來的時候2（台湾篇） | Tiền Tình | Nữ chính |

### Điện ảnh
| Năm  | Phim                   | Tên tiếng Trung | Vai                | Ghi chú  |
| ---- | ---------------------- | --------------- | ------------------ | -------- |
| 2002 | Baby tốt tuyệt thế     | 絕世好B         | Lily               |          |
| 2004 | Tôi muốn làm người mẫu | 我要做Model     | Nhân viên tiếp tân |          |
| 2008 | Giật giải              | 奪標            | Nhạn Linh          |          |
| 2014 | Mẹ ơi, con yêu mẹ      | 媽媽，我愛您    | Trần Tuyết (Snow)  | Nữ chính |

### Dẫn Chương Trình

#### Cable TV
| Năm  | Tên Chương Trình                                 | Tên khác                |
| ---- | ------------------------------------------------ | ----------------------- |
| 2005 | Cuộc sống tuyệt vời                              | 活得很滋味              |
| 2008 | 40 ngày nghỉ hoang dã                            | 40日峰狂嘆世界          |
| 2009 | Vòng quay tình yêu                               | 玩轉姻玄路              |
| 2011 | Địa bình tuyến hạ Những người trong thế giới này | 地平線上 這個世界那些人 |
| 2011 | Câu chuyện của những người đó                    | 那些人的故事            |

#### Now TV
| Năm  | Tên chương trình             | Tên tiếng trung    |
| ---- | ---------------------------- | ------------------ |
| 2010 | Lifetival                    |                    |
| 2010 | Lão hổ muốn party            | 老虎都要 party     |
| 2010 | Một quả địa cầu (bản Hà Lan) | 一個地球（荷蘭篇） |

#### RTHK
| Năm  | Tên chương trình                                                    | Tên tiếng trung |
| ---- | ------------------------------------------------------------------- | --------------- |
| 1999 | Tập Leng keng: Thanh xuân vạn tuế (phụ trách phỏng vấn và tự thuật) | 鏗鏘集:青春萬歲 |

#### TVB
| Năm  | Tên chương trình                                          | Tên khác                                     |
| ---- | --------------------------------------------------------- | -------------------------------------------- |
| 2013 | Đi qua đại địa phù hoa                                    | 走過浮華大地/ Pilgrimage of Wealth           |
| 2013 | Bạc.Tửu Điếm                                              | 蒲.酒店                                      |
| 2013 | Đi qua đại địa phù hoa Châu Á                             | 走過浮華大地 亞洲篇/ Pilgrimage of Wealth    |
| 2014 | Liên minh khoái lạc                                       | 快樂聯盟                                     |
| 2014 | Đi qua thánh địa bóng đá                                  | 走過足球聖地/ Prilgrimage to Football Meccas |
| 2014 | Tôi là đầu bếp nhỏ                                        | 我係小廚神/ Chef Minor                       |
| 2015 | Sự lựa chọn của bạn                                       | 超强選擇1分鐘                                |
| 2015 | Tôi là đầu bếp nhỏ 2                                      | 我係小廚神2/ Chef Minor 2                    |
| 2015 | Chị Do đi mua sắm (khách mời chủ trì)                     | Do姐去Shopping                               |
| 2016 | Phản đối Hồng Tinh Mão nghỉ hè Thế giới làm công ngô nhai | 反斗紅星冇暑假 打工唔捱世界                  |
| 2017 | Chị Do lại mua sắm bản Nhật (khách mời chủ trì)           | Do姐再Shopping 日本篇                        |
| 2017 | Sứ đồ hành giả Trò chơi nằm vùng                          | 使徒行者 臥底遊戲                            |
| 2018 | Đi qua rừng rậm và vùng quê                               | 走過森林和原野                               |
| 2019 | Trốn đi nước Úc                                           | 出走澳洲                                     |